# Enzo Masiello
Enzo Masiello (ur. 5 marca 1969 w Materze) – włoski niepełnosprawny biegacz narciarski, biathlonista i lekkoatleta. Dwukrotny medalista Zimowych Igrzysk Paraolimpijskich w Vancouver w biegach narciarskich.
W latach 1992–2000 startował na letnich igrzyskach paraolimpijskich w biegach średnio- i długodystansowych.

## Medale Igrzysk Paraolimpijskich

### 1992
- – Lekkoatletyka – 5 000 m - TW3-4[1]

### 2010
- – Biegi narciarskie – 10 km – osoby na wózkach
- – Biegi narciarskie – 15 km – osoby na wózkach